# Делаван (Минесота)
Делаван (енгл. Delavan) град је у америчкој савезној држави Минесота.

## Демографија
По попису из 2010. године број становника је 179, што је 44 (-19,7%) становника мање него 2000. године.
| Група             | 2000.       | 2010.       |
| Белци             | 221 (99,1%) | 172 (96,1%) |
| Афроамериканци    | 1 (0,4%)    | 0 (0,0%)    |
| Азијати           | 0 (0,0%)    | 0 (0,0%)    |
| Хиспаноамериканци | 1 (0,4%)    | 2 (1,1%)    |
| Укупно            | 223         | 179         |